# 이호 (연출가)
이호는 대한민국의 텔레비전 드라마 연출감독이다.

## 학력 및 경력
- KBS 드라마본부 PD

## 드라마
- 2019년 KBS2 단막극 《드라마 스페셜 - 렉카》 ... 연출
- 2020년 KBS2 단막극 《드라마 스페셜 - 원 나잇》 ... 연출
- 2024년 KBS2 미니시리즈 《멱살 한번 잡힙시다》 ... 연출